# Dorfkirche Wilmersdorf (Angermünde)

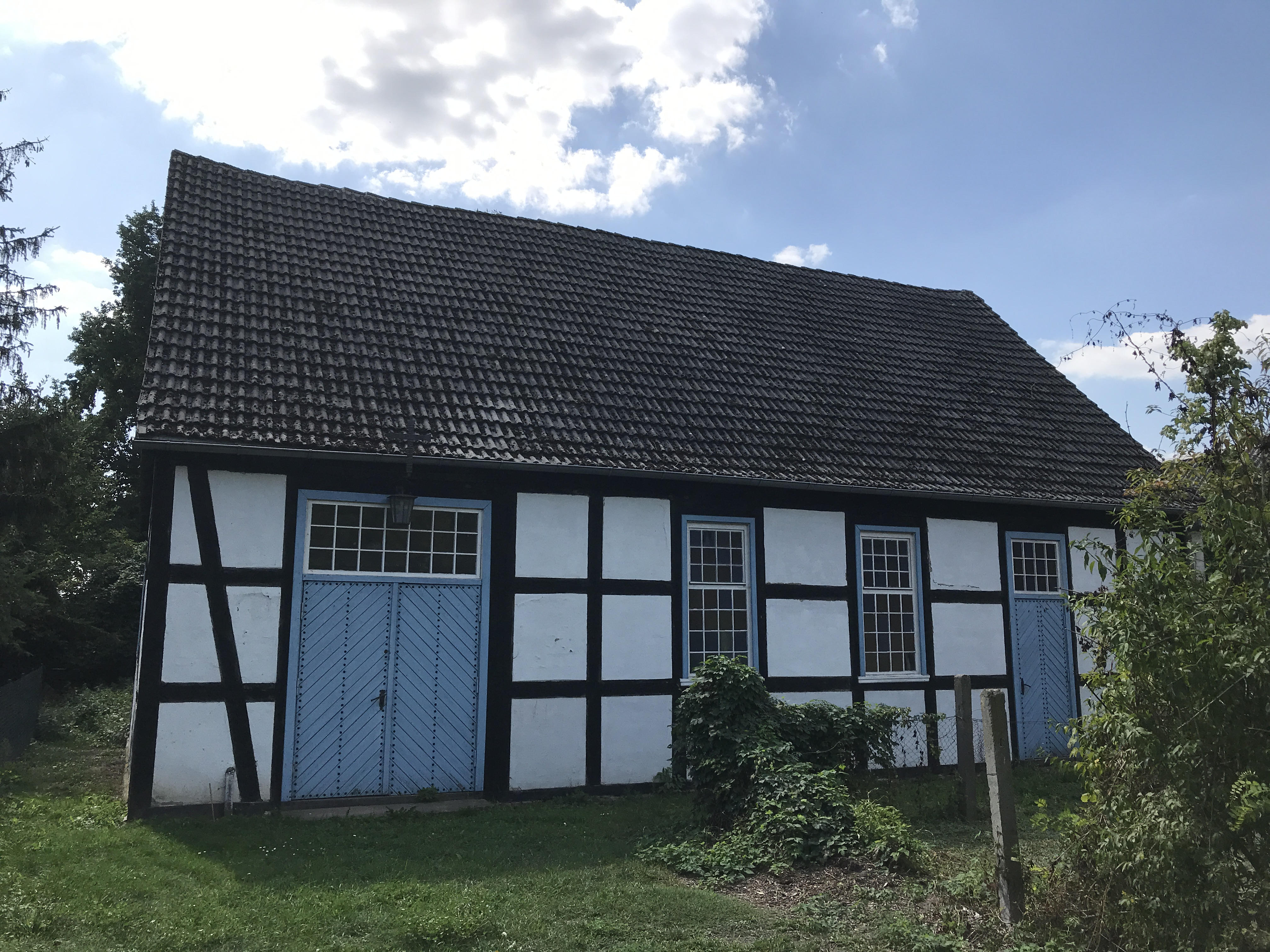
Dorfkirche Wilmersdorf

Die evangelische Dorfkirche Wilmersdorf ist eine Fachwerkkirche aus dem Jahr 1936 in Wilmersdorf, einem Ortsteil der Stadt Angermünde im Landkreis Uckermark im Land Brandenburg. Die Kirchengemeinde gehört zum Pfarrsprengel Angermünde im Kirchenkreis Uckermark der Evangelischen Kirche Berlin-Brandenburg-schlesische Oberlausitz. Der Sakralbau entstand in einer ehemaligen Scheune.

## Lage
Die Wilmersdorfer Straße führt von Nordwesten kommend in südöstlicher Richtung durch den Ort. Westlich des Gutshauses quert der Schmiedeberger Weg von Norden kommend in südlicher Richtung die Straße. Die Kirche steht südwestlich dieser Kreuzung am Steinhöfler Weg auf einem Grundstück, das mit einem Zaun eingefriedet und von Wohnbebauung umgeben ist.

## Geschichte
Im Mittelalter existierte bereits ein Sakralbau im Ort, der bei kriegerischen Auseinandersetzungen zwischen Brandenburg und Pommern im Jahr 1467 jedoch bis auf wenige Fundamentreste zerstört wurde. Wilmersdorf gehörte zu dieser Zeit zum Bistum Cammin. Ob in den folgenden Jahrhunderten ein Neubau errichtet wurde, ist bislang nicht bekannt. Als sicher gilt, dass das Kirchenpatronat bis 1604 bei der Familie von Sparr lag und von 1626 bis 1945 mit kurzen Unterbrechungen bei der Familie von Buch. Gegen Ende des 17. Jahrhunderts ist der Ort Filialkirche von Polßen. Im Schmettauschen Kartenwerk ist kein Bauwerk verzeichnet. 1795 gab es im Ort ein Schul- und Küsterhaus, das auch für den Gottesdienst genutzt wurde. Ab 1882 zog die Kirchengemeinde in einen neu gestalteten Raum im Gärtnerhaus um. 1935 beantragte der Gutsherr Alexander von Buch einen Neubau, der ihm in der Zeit des Nationalsozialismus jedoch verwehrt wurde. Er ließ daraufhin 1936 nach einem Entwurf des Regierungsbaurates Johannes Rosenthal eine zur Försterei gehörende Scheune zur Kirche umbauen. Die Ausführung übernahm Erich Kistenmacher; die Kirchweihe fand am 2. Oktober 1936 statt. Nach dem Ende des Zweiten Weltkrieges wurden die von Buchs enteignet. 1999 erwarb die Gemeinde das Bauwerk und ließ es sanieren. Die Sanierung konnte am 17. Juni 2000 mit einem feierlichen Gottesdienst vorläufig abgeschlossen werden. Allerdings traten nur wenige Jahre später erhebliche Baumängel zu Tage. Teile des Fachwerks waren vom Hausschwamm befallen. Um eine dauerhafte Stabilität zu gewährleisten, muss vor den Arbeiten das Dach erneuert werden. Die Kirchengemeinde begann ab 2005 damit, Spenden einzusammeln, musste jedoch 2018 erfahren, dass eine Sanierung zurzeit nicht umgesetzt werden kann. Daraufhin gründete sich ein Förderverein, der sich seit dieser Zeit für eine Umsetzung der erforderlichen Arbeiten einsetzt.

## Baubeschreibung
Das Bauwerk entstand aus Fachwerk, dessen Gefach weiß gestrichen ist. An der Nordseite sind mittig zwei große und hochrechteckige Fenster. Östlich ist eine doppelflügelige Pforte, die durch eine weitere Pforte im westlichen Bereich ergänzt wird. An der Ostseite sind nach Süden hin versetzt zwei kleine Fenster; der darüberliegende Giebel ist verbrettert. Das Bauwerk trägt ein schlichtes Satteldach.

## Ausstattung

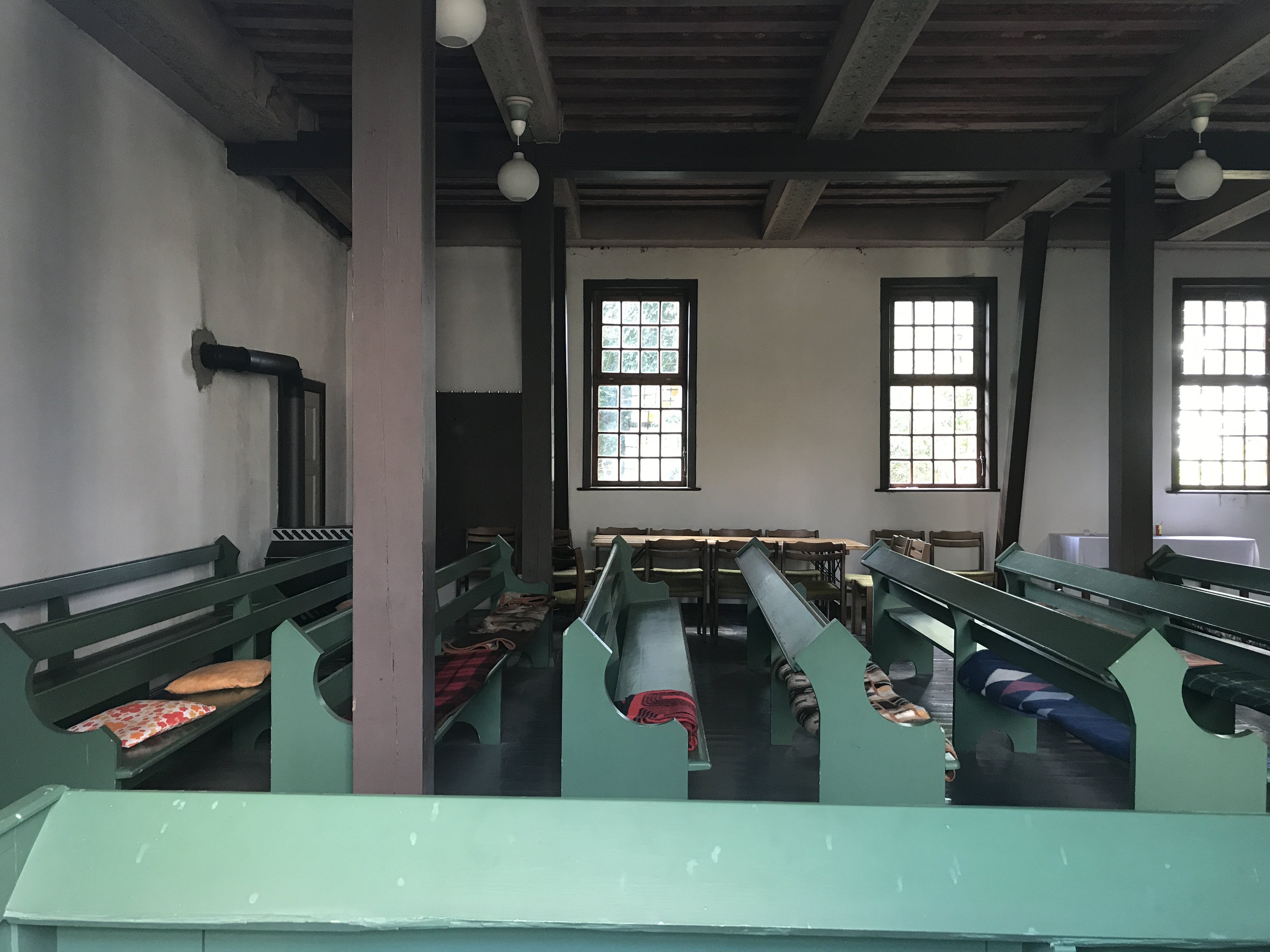
Blick ins Kirchenschiff

Die Kirchenausstattung stammt mehrheitlich aus der Umbauzeit im Jahr 1936. Im Chorbereich stehen ein schlichter Altar sowie ein ebenfalls schlichtes Holzkreuz an der Chorwand. Der polygonale Kanzelkorb ist mit floralen Motiven sowie dem Christusmonogramm verziert. Das Patronats- und Kanzelgestühl ist ebenfalls floral verziert und trägt die Initialen A. v. B. für Alexander von Buch.
Der Ständer der Fünte stammt aus dem Anfang des 19. Jahrhunderts und besteht aus Kunststein, der mit Akanthus, tanzenden Nymphen und Mänaden verziert ist. Darauf ruht ein Zinnteller mit Stifterinschrift. Eine hölzerne Wappentafel aus den Jahren 1920 und 1930 zeigt die Wappen von Alexander von Buch sowie Anna von Kessel. Eine weitere Tafel erinnert an die Gefallenen aus dem Ersten Weltkrieg. Das Bauwerk trägt im Inneren eine bemalte Balkendecke, die auf Stützen mit seitlichen Strebebalken ruht. Die Ausmalung nahm der Berliner Kunstmaler Erich Kistenmacher vor. Die Kirchengemeinde richtete im östlichen Bereich eine Winterkirche ein.
Im Turm hängt eine Glocke aus Bronze, die von C. Voß und Sohn aus Stettin im Jahr 1888 gegossen wurde.